# Durupınar
Durupınar, vroeger Totak geheten, is een dorp in het Turkse district Haymana in de provincie Ankara. 
Krachtens wet nr. 6360 werden alle Turkse provincies met een bevolking van meer dan 750.000 uitgeroepen tot grootstedelijke gemeenten (Turks: büyükşehir belediyeleri), waardoor de dorpen in deze provincies de status van mahalle hebben gekregen (Turks voor stadswijk). Ook Durupınar heeft sinds 2012 de status van mahalle.

## Bevolking
De meeste inwoners zijn etnische Koerden. Tussen 1940 en 1985 is het inwonersaantal gestegen van 595 personen tot een hoogtepunt van 1.241 personen. Sinds 1985 kampt het dorp met een intensieve bevolkingskrimp. In 2019 werden er 180 inwoners geregistreerd. 
| Jaar | Totaal | Mannen | Vrouwen |
| ---- | ------ | ------ | ------- |
| 2019 | 180    | 101    | 79      |
| 2013 | 461    |        |         |
| 1990 | 867    |        |         |
| 1985 | 1.241  |        |         |
| 1975 | 1.055  | 498    | 557     |
| 1970 | 1.065  | 470    | 595     |
| 1960 | 962    | 487    | 475     |
| 1955 | 811    | 407    | 404     |
| 1950 | 706    |        |         |
| 1945 | 590    | 303    | 287     |
| 1940 | 595    | 303    | 292     |

Centrale districtsplaats (İlçe Merkezi): Haymana
Dorpen (Köyler):
Ahırlıkuyu · Aktepe · Alahacılı · Altıpınar · Ataköy · Bahçecik · Balçıkhisar ·  Boğazkaya · Bostanhüyük · Bumsuz · Büyükkonak · Büyükyağcı · Cihanşah · Cingirli · Culuk · Çalış · Çatak · Çayraz · Çeltikli ·  Demirözü · Dereköy · Deveci · Devecipınarı · Durupınar  · Durutlar  · Emirler · Esen · Eskikışla · Evci · Evliyafakı · Gedik · Gültepe · Güzelcekale · İncirli · Karahoca  · Karaömerli  · Karapınar  · Karasüleymanlı  · Katrancı · Kavakköy · Kerpiçköy · Kesikkavak · Kızılkoyunlu · Kirazoğlu · Kutluhan · Küçükkonak · Küçükyağcı · Saatli · Sarıdeğirmen · Sarıgöl · Sazağası · Serinyayla · Sırçasaray · Sinanlı · Sındıran · Soğulca · Söğüttepe · Şerefligökgöz · Tabaklı · Tepeköy · Toyçayırı · Türkhüyük · Türkşerefli · Yamak · Yaprakbayırı · Yaylabeyi · Yeniköy · Yergömü · Yeşilköy  · Yeşilyurt · Yukarısebil · Yurtbeyli